# Теорема Ейлера про чотирикутник

Теорема Ейлера про чотирикутник (також закон Ейлера для чотирикутників) — теорема планіметрії, названа на честь Леонарда Ейлера, яка описує співвідношення між сторонами опуклого чотирикутника і його діагоналями. Теорема є узагальненням тотожності паралелограма, яку, в свою чергу, можна розглядати як узагальнення теореми Піфагора; тому іноді використовують назву теорема Ейлера — Піфагора.

## Теорема і окремі випадки
Для опуклого чотирикутника зі сторонами {\displaystyle a,b,c,d} і діагоналями {\displaystyle e} і {\displaystyle f}, середини яких з'єднані відрізком {\displaystyle g}, виконується рівність:
{\displaystyle a^{2}+b^{2}+c^{2}+d^{2}=e^{2}+f^{2}+4g^{2}}
Якщо чотирикутник є паралелограмом, то середні точки діагоналей збігаються і довжина відрізка {\displaystyle g}, що з'єднує їх, дорівнює 0. Крім того, у паралелограма довжини паралельних сторін рівні, отже, в такому випадку теорема Ейлера зводиться до формули:
{\displaystyle 2a^{2}+2b^{2}=e^{2}+f^{2}}
яку називають тотожністю паралелограма.
Якщо чотирикутник є прямокутником, то рівність ще спрощується, оскільки тепер дві діагоналі рівні:
{\displaystyle 2a^{2}+2b^{2}=2e^{2}}
Ділення на 2 дає теорему Ейлера — Піфагора:
{\displaystyle a^{2}+b^{2}=e^{2}}
Іншими словами: для прямокутника відношення сторін чотирикутника і його діагоналей описує теорема Піфагора.

## Альтернативні формулювання та розширення

Теорема Ейлера для паралелограма

Ейлер вивів описану вище теорему як наслідок іншої теореми, яка, з одного боку, менш елегантна, оскільки вимагає додавання ще однієї точки, але, з іншого боку, дає більше розуміння властивостей чотирикутника.
Для заданого опуклого чотирикутника {\displaystyle ABCD} Ейлер увів додаткову точку {\displaystyle E}, таку, що {\displaystyle ABED} утворює паралелограм; тоді виконується така рівність:
{\displaystyle |AB|^{2}+|BC|^{2}+|CD|^{2}+|AD|^{2}=|AC|^{2}+|BD|^{2}+|CE|^{2}}
Відстань {\displaystyle |CE|} між додатковою точкою {\displaystyle E} і точкою {\displaystyle C} чотирикутника, відповідає відрізку, який не є частиною паралелограма. Довжину цього відрізка можна розглядати як міру відмінності розглянутого чотирикутника від паралелограма, або, іншими словами, як міру правильності члена {\displaystyle |CE|^{2}} у початковій рівності тотожності паралелограма.
Оскільки точка {\displaystyle M} є серединою відрізка {\displaystyle AC}, то отримуємо {\displaystyle {\tfrac {|AC|}{|AM|}}=2}. Точка {\displaystyle N} є серединою відрізка {\displaystyle BD}, і вона також є серединою відрізка {\displaystyle AE}, оскільки {\displaystyle AE} і {\displaystyle BD} є діагоналями паралелограма {\displaystyle ABED}. Звідси отримуємо {\displaystyle {\tfrac {|AE|}{|AN|}}=2}, і, отже, {\displaystyle {\tfrac {|AC|}{|AM|}}={\tfrac {|AE|}{|AN|}}}. Із теореми Фалеса (і оберненої) випливає, що {\displaystyle CE} і {\displaystyle NM} паралельні. Тоді {\displaystyle |CE|^{2}=(2|NM|)^{2}=4|NM|^{2}}, звідки й випливає теорема Ейлера.
Теорему Ейлера можна розширити на множину чотирикутників, яка включає перетинні і непланарні. Вона виконується для так званих узагальнених чотирикутників, які складаються з чотирьох довільних точок у просторі {\displaystyle \mathbb {R} ^{n}}, пов'язаних ребрами з утворенням циклічного графу.